# Frumoșii nebuni ai marilor orașe (film)
Frumoșii nebuni ai marilor orașe este un film de televiziune românesc din 1997 regizat de Constantin Dicu după propriul scenariu. Rolurile principale au fost interpretate de actorii Horațiu Mălăele, George Alexandru, Maia Morgenstern, Ion Chelaru, Daniela Nane și Ovidiu Niculescu.

## Distribuție
- Horațiu Mălăele — Cornel Ramințki, un poet celebru, care a fost anterior profesor și deținut politic
- George Alexandru — Radu Zăvoianu, cântăreț celebru
- Maia Morgenstern — Asta Dragomirescu, actriță, soția lui Radu Zăvoianu
- Ion Chelaru — Tudor Fluture, directorul Centrului de Odihnă pentru Bolnavi Psihici din Balta Brăilei, fost învățător
- Daniela Nane — Zara, țiganca „studentă” care vinde flori într-un local bucureștean
- Ovidiu Niculescu — Ed(uard) Valdara, jucător de fotbal la echipa Dinamo, maior de miliție
- Virgil Andriescu — George Dragomirescu, fratele lui Tonella, care a venit din străinătate special pentru seara de ajun al Crăciunului
- Ion Pavlescu — profesorul pensionar care-i conduce pe cheflii la Casa Violatos
- Petrică Popa — Tonella Dragomirescu, fratele lui George, primul soț al Astei
- Cornel Vulpe — Cezar Violatos, proprietarul Casei Violatos
- Ica Matache — „doamna avocat”, bătrâna senilă care cântă la trompetă
- Nicolae Ifrim — „domnul avocat”, bătrânul senil de la azilul din Balta Brăilei
- Alexandrina Halic — bătrâna soție a cocoșatului din Casa Violatos
- Eugen Mazilu — primarul comunei Mărăcineni
- Carmen Stimeriu — chelnerița de la cârciuma din Mărăcineni
- Dumitru Chesa — pensionarul informator, vecinul lui Radu Zăvoianu
- Radu Panamarenco — Iepure, plutonierul de miliție care-i arestează pe cheflii
- Dumitru Anghel — slujitorul cocoșat din Casa Violatos
- Ștefan Mareș — pescarul de la azilul din Balta Brăilei
- Doina Ghițescu — asistenta medicală de la azilul din Balta Brăilei
- Dana Nedelcu
- Aura Cărărașu
- Radu Gh. Zaharia
- Victor Gafiuc
- Ioana Ginghină — „Căluțul”, chelnerița de la cârciuma „Maria Viscolita”
- Cătălin Buzoianu

## Premii
Filmul de televiziune Frumoșii nebuni ai marilor orașe a fost nominalizat la Premiul pentru cel mai bun spectacol de teatru TV la Gala Premiilor UNITER din 1998, dar premiul a fost câștigat de spectacolul Aerisirea, regizat de Silviu Jicman, după scenariul lui Iosif Naghiu și Silviu Jicman.